# جوشین کو

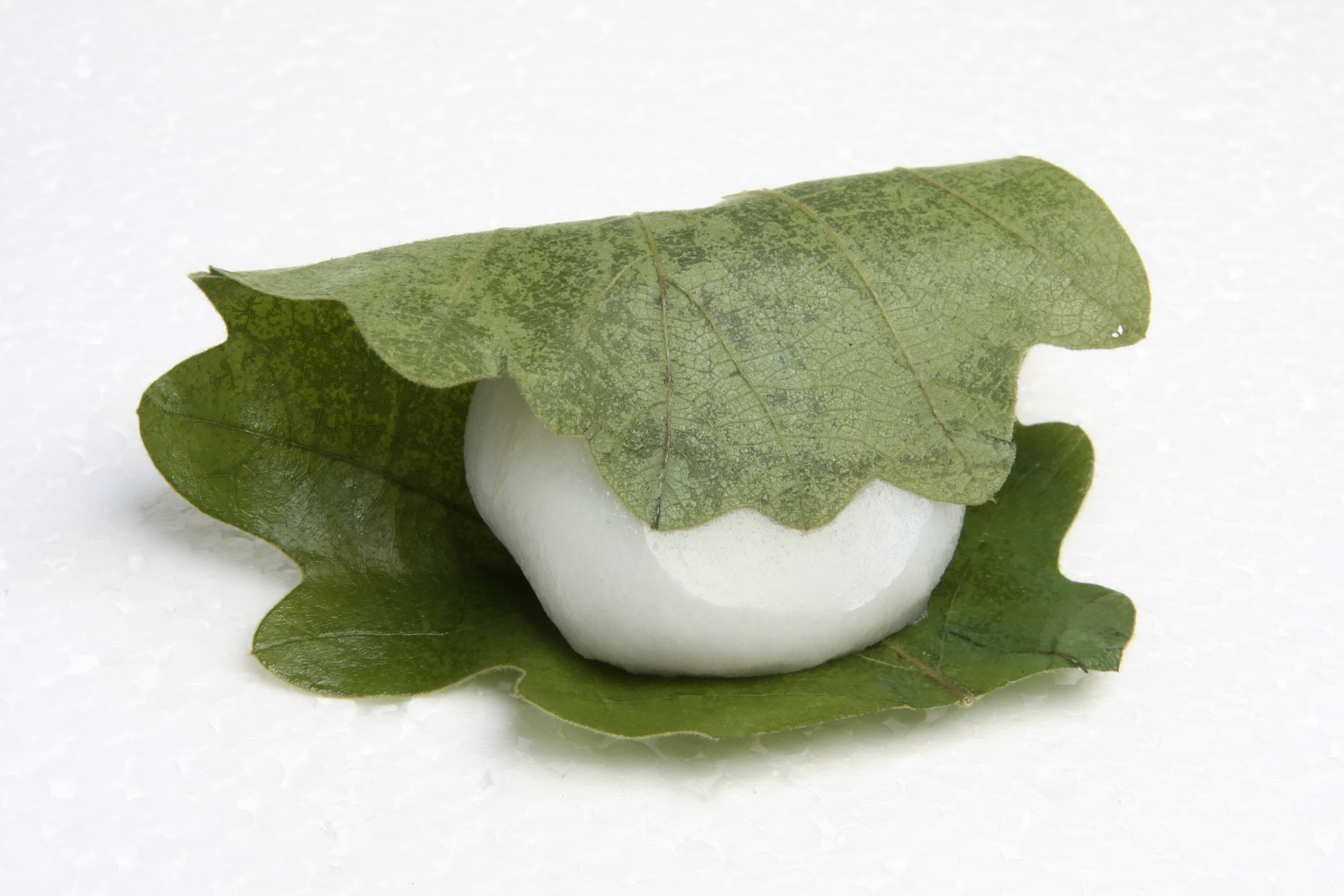
کاشیواموچی تهیه شده از جوشین کو

جوشین کو (به ژاپنی: 上糝粉、じょうしんこ) یک نوع آرد است که در طی فرایندی از برنج تهیه می‌شود. این نوع پودر در ساخت انواعی از واگاشی (شیرینی سنتی ژاپنی) از جمله کاشیواموچی بکار می‌رود. 